# Jiří Štábl
Jiří Štábl (* 28. dubna 1985 Šumperk) je český politik a manažer, od roku 2020 zastupitel Ústeckého kraje, od roku 2018 zastupitel a od roku 2022 primátor města Teplice (předtím v letech 2018 až 2022 náměstek primátora), člen hnutí ANO.

## Život
Narodil se na severní Moravě, v Šumperku. Mateřskou školu ale navštěvoval již v Praze, kam se jeho rodina přestěhovala. Do Teplic se přestěhoval kvůli ženě Martině.
Od roku 2017 má vyřízené živnostenské oprávnění na obory činnost informačních a zpravodajských kanceláří, poradenská a konzultační činnost, zpracování odborných studií a posudků, služby v oblasti administrativní správy a služby organizačně hospodářské povahy. V roce 2018 se profesně uváděl jako PR manažer. V minulosti pracoval jako tiskový mluvčí a vedoucí oddělení komunikace a marketingu v Dopravním podniku hl. m. Prahy, později v České spořitelně a následně ve společnosti Technologie hlavního města Prahy (vždy na podobné pozici). Od března 2019 se angažuje jako člen správní rady Nadačního fondu RFA Ústeckého kraje.
Jiří Štábl žije ve městě Teplice. Mezi jeho záliby patří otužování a ragby.

## Politické působení
V politice se angažuje od konce roku 2017. V komunálních volbách v roce 2018 byl zvolen jako člen hnutí ANO zastupitelem města Teplice, a to z pozice lídra kandidátky. Na začátku listopadu 2018 se stal náměstkem primátora s působností pro oblast školství, kultury a sportu, sociálních věcí a zdravotnictví, územního plánování a stavebního řádu.
V krajských volbách v roce 2020 byl za hnutí ANO zvolen zastupitelem Ústeckého kraje. Za hnutí kandidoval také v Ústeckém kraji v rámci voleb do Poslanecké sněmovny PČR v roce 2021, ale neuspěl.
V komunálních volbách v roce 2022 obhájil post zastupitele města Teplice, když opět vedl kandidátku hnutí ANO. Následně jeho vítězné hnutí ANO uzavřelo koalici s uskupením „ODS spolu s TOP 09“ a v listopadu 2022 se stal novým primátorem města a vystřídat tak ve funkci Hynka Hanzu.
V krajských volbách v roce 2024 obhájil jako člen hnutí ANO mandát zastupitele Ústeckého kraje.